# باشگاه فوتبال زنان سانتوس
باشگاه فوتبال زنان سانتوس اف.سی که غالباً با نام سانتوس شناخته می‌شود یک تیم فوتبال زنان واقع در شهر سانتوس و ایالت سائوپائولو کشور برزیل است.این تیم دو بار موفق به کسب هر یک ازجام های جام حذفی فوتبال زنان برزیل و جام لیبرتادورس زنان شده است.

## تاریخچه
این تیم در سال ۱۹۹۷ به عنوان بخشی از باشگاه سانتوس به وجود آمد. این تیم برنده ی دو جام ملی از جمله لیگ زنان برزیل در سال ۲۰۰۷ و جام حذفی در ۲۰۰۸ شده است.

### تعطیلی در سال ۲۰۱۲
تیم فوتبال زنان در سال ۲۰۱۲ بسته شد. لویز الیویرا هر دو تیم زنان سانتوس و فوتسال این تیم را به دلیل کمبود اسپانسر تعطیل کرد. دلیل این تعطیلی به تلاش این تیم برای نگهداری از نیمار ستاره ی تیم مردان نسبت داده شد.

### بازگشایی مجدد در ۲۰۱۵
با روی کار آمدن مودستا روما جونیور به عنوان مدیر عامل جدید باشگاه این تیم دوباره بازگشا گردید.